# Валлентин, Герман
Герман Валлентин (нем. Hermann Vallentin; 24 мая 1872, Берлин — 18 сентября 1945, Тель-Авив) — немецкий актёр.

## Биография
Родился в Берлине. Сын лесопромышленника и фабриканта Феликса Валлентина, брат актрисы Розы Валетти. Получив образование в Королевском драматическом театре в Берлине у Макса Грубе, в 1895—1896 году получил приглашение в Берлинский центральный театр. За этим последовали роли на разных берлинских сценах.
В 1914 году к Валлентину пришла слава. Он преимущественно играл роли отцов семейств, директоров, но также мелких буржуа. В киноэкранизации «Капитана из Кёпеника» 1931 года Валлентин сыграл портного Адольфа Вормзера.
Карьера Валлентина завершилась с приходом к власти национал-социалистов. В 1933 году еврей Валлентин эмигрировал в Чехословакию, где выступал в Праге и Аусиге. В 1938 году переехал в Швейцарию и служил в Базельском городском театре и Цюрихском драматическом театре. В 1939 году эмигрировал в Палестину. Не владея ивритом, был вынужден оставить актёрское поприще. Он выступал с лекциями, вёл литературные чтения и некоторое время работал диктором на немецкоязычном радио.
Умер в Тель-Авиве в 1945 году в возрасте 73 лет.

## Фильмография
| - 1914: Das ganze Deutschland soll es sein! - 1915: Der geheimnisvolle Wanderer - 1916: Das lebende Rätsel - 1917: Das Geschöpf - 1918: Fesseln - 1919: Sklaven der Seelen - 1920: Peters Erbschaft - 1921: Schloß Vogelöd - 1921: Die Ratten - 1922: Hanneles Himmelfahrt - 1922: Schlagende Wetter - 1923: Будденброки — Die Buddenbrooks - 1923: Финансы великого герцога / Die Finanzen des Großherzogs - 1924: Последний человек / Der letzte Mann - 1925: Des Lebens Würfelspiel | - 1926: Madame wünscht keine Kinder - 1927: Sprung ins Glück - 1927: Luther — Ein Film der deutschen Reformation - 1928: Lotte - 1929: Asphalt - 1929: Frau im Mond - 1929: Atlantik - 1930: Cyankali - 1930: Er oder ich - 1930: Schneider Wibbel - 1931: Капитан из Кёпеника / Der Hauptmann von Köpenick - 1931: Meine Frau, die Hochstaplerin - 1931: Бури страсти / Stürme der Leidenschaft - 1932: Das erste Recht des Kindes - 1933: Sprung in den Abgrund |